# Bahnstrecke Jussey–Darnieulles-Uxegney
| Die Tatal-Brücke über die Ourche wird heute von Bungee-Springern genutzt. |                      |                                                              |                                                              |
| Streckennummer (SNCF): | 051 000              |                                                              |                                                              |
| Streckenlänge: | 72,1 km              |                                                              |                                                              |
| Spurweite: | 1435 mm (Normalspur) |                                                              |                                                              |
| Maximale Neigung: | 10 ‰                 |                                                              |                                                              |
| Zweigleisigkeit: | ja                   |                                                              |                                                              |
| |                      |                                                              |                                                              |
| \| \| \| Bahnstrecke Paris–Mulhouse von Mulhouse \| \| \| \| 0,0 \| Jussey \| 221 m \| \| \| 0,2 \| Bahnstrecke Paris–Mulhouse nach Paris Gare de l’Est \| Bahnstrecke Paris–Mulhouse nach Paris Gare de l’Est \| \| \| 7,8 \| Aisey-Villars \| 222 m \| \| \| 11,4 \| Richecourt-Ormoy \| 241 m \| \| \| 13 \| Saône (30 m) \| Saône (30 m) \| \| \| 13,9 \| Corre \| 227 m \| \| \| 17,2 \| Demangevelle-Vauvillers \| 231 m \| \| \| ~18,2 \| Hafenanschluss Passavant-la-Rochère Port am Canal des Vosges \| Hafenanschluss Passavant-la-Rochère Port am Canal des Vosges \| \| \| 22,4 \| Tatal-Brücke über die Ourche (127 m) \| Tatal-Brücke über die Ourche (127 m) \| \| \| 23 \| Passavant-la-Rochère \| 267 m \| \| \| 27,9 \| Tunnel de Regnévelle (338 m) \| Tunnel de Regnévelle (338 m) \| \| \| \| Haute-Saône/Département Vosges \| \| \| \| 32,8 \| Monthureux-sur-Saône \| 281 m \| \| \| 35,9 \| Ourche (121 m) \| Ourche (121 m) \| \| \| 39,8 \| Darney \| 297 m \| \| \| 43,6 \| Belrupt \| 315 m \| \| \| 44,1 \| Viaduc de Belrupt Saône (83 m) \| Viaduc de Belrupt Saône (83 m) \| \| \| 50,7 \| Lerrain \| 324 m \| \| \| \| Madon \| \| \| \| 55,2 \| Pierrefitte-Ville-sur-Illon \| 354 m \| \| \| 60,8 \| Harol \| 365 m \| \| \| 66 \| Girancourt \| 372 m \| \| \| ~66,2 \| Hafenanschluss Girancourt Port am Canal des Vosges \| Hafenanschluss Girancourt Port am Canal des Vosges \| \| \| ~69 \| Chaumousey \| 378 m \| \| \| \| Avière \| \| \| \| \| Bahnstrecke Neufchâteau–Épinal von Épinal \| \| \| \| 72,1 \| Darnieulles-Uxegney \| 342 m \| \| \| \| Bahnstrecke Neufchâteau–Épinal nach Neufchâteau \| \| |                      |                                                              |                                                              |
| Strecke |                      | Bahnstrecke Paris–Mulhouse von Mulhouse                      | Bahnstrecke Paris–Mulhouse von Mulhouse                      |
| ehemaliger Bahnhof | 0,0                  | Jussey                                                       | 221 m                                                        |
| Abzweig ehemals geradeaus, nach links und ehemals von links | 0,2                  | Bahnstrecke Paris–Mulhouse nach Paris Gare de l’Est          | Bahnstrecke Paris–Mulhouse nach Paris Gare de l’Est          |
| Bahnhof (Strecke außer Betrieb) | 7,8                  | Aisey-Villars                                                | 222 m                                                        |
| Haltepunkt / Haltestelle (Strecke außer Betrieb) | 11,4                 | Richecourt-Ormoy                                             | 241 m                                                        |
| Brücke über Wasserlauf (Strecke außer Betrieb) | 13                   | Saône (30 m)                                                 | Saône (30 m)                                                 |
| Bahnhof (Strecke außer Betrieb) | 13,9                 | Corre                                                        | 227 m                                                        |
| Bahnhof (Strecke außer Betrieb) | 17,2                 | Demangevelle-Vauvillers                                      | 231 m                                                        |
| Abzweig geradeaus und nach rechts (Strecke außer Betrieb) | ~18,2                | Hafenanschluss Passavant-la-Rochère Port am Canal des Vosges | Hafenanschluss Passavant-la-Rochère Port am Canal des Vosges |
| Brücke über Wasserlauf (Strecke außer Betrieb) | 22,4                 | Tatal-Brücke über die Ourche (127 m)                         | Tatal-Brücke über die Ourche (127 m)                         |
| Bahnhof (Strecke außer Betrieb) | 23                   | Passavant-la-Rochère                                         | 267 m                                                        |
| Tunnel (Strecke außer Betrieb) | 27,9                 | Tunnel de Regnévelle (338 m)                                 | Tunnel de Regnévelle (338 m)                                 |
| Grenze (Strecke außer Betrieb) |                      | Haute-Saône/Département Vosges                               | Haute-Saône/Département Vosges                               |
| Bahnhof (Strecke außer Betrieb) | 32,8                 | Monthureux-sur-Saône                                         | 281 m                                                        |
| Brücke über Wasserlauf (Strecke außer Betrieb) | 35,9                 | Ourche (121 m)                                               | Ourche (121 m)                                               |
| Bahnhof (Strecke außer Betrieb) | 39,8                 | Darney                                                       | 297 m                                                        |
| Haltepunkt / Haltestelle (Strecke außer Betrieb) | 43,6                 | Belrupt                                                      | 315 m                                                        |
| Brücke über Wasserlauf (Strecke außer Betrieb) | 44,1                 | Viaduc de Belrupt Saône (83 m)                               | Viaduc de Belrupt Saône (83 m)                               |
| Bahnhof (Strecke außer Betrieb) | 50,7                 | Lerrain                                                      | 324 m                                                        |
| Brücke über Wasserlauf (Strecke außer Betrieb) |                      | Madon                                                        | Madon                                                        |
| Haltepunkt / Haltestelle (Strecke außer Betrieb) | 55,2                 | Pierrefitte-Ville-sur-Illon                                  | 354 m                                                        |
| Bahnhof (Strecke außer Betrieb) | 60,8                 | Harol                                                        | 365 m                                                        |
| Bahnhof (Strecke außer Betrieb) | 66                   | Girancourt                                                   | 372 m                                                        |
| Abzweig geradeaus und von rechts (Strecke außer Betrieb) | ~66,2                | Hafenanschluss Girancourt Port am Canal des Vosges           | Hafenanschluss Girancourt Port am Canal des Vosges           |
| Haltepunkt / Haltestelle (Strecke außer Betrieb) | ~69                  | Chaumousey                                                   | 378 m                                                        |
| Brücke über Wasserlauf (Strecke außer Betrieb) |                      | Avière                                                       | Avière                                                       |
| Abzweig geradeaus, nach rechts und von rechts (Strecke außer Betrieb) |                      | Bahnstrecke Neufchâteau–Épinal von Épinal                    | Bahnstrecke Neufchâteau–Épinal von Épinal                    |
| Bahnhof (Strecke außer Betrieb) | 72,1                 | Darnieulles-Uxegney                                          | 342 m                                                        |
| Strecke (außer Betrieb) |                      | Bahnstrecke Neufchâteau–Épinal nach Neufchâteau              | Bahnstrecke Neufchâteau–Épinal nach Neufchâteau              |

Die Bahnstrecke Jussey–Darnieulles-Uxegney war eine zeitweise zweigleisige, nicht-elektrifizierte Eisenbahnstrecke in den Regionen Bourgogne-Franche-Comté (Département Haute-Saône) und Grand Est (Département Vosges) in Frankreich. Sie gehörte zum Netz der Strategischen Bahnen und versorgte die Region Vôge, die zur Zeit des Bahnbaus wirtschaftlich von der Sandstein- und Glasmacherindustrie lebte. Die strategische Bedeutung lässt sich an ihrer Zweigleisigkeit erkennen sowie an dem Überwerfungsbauwerk bei Jussey, das einen kreuzungsfreien Verkehr von der Hauptbahn zuließ. In Jussey gab es einen Übergang zu dem 470 Kilometer umfassenden Schmalspurnetz der CFV (Chemins de fer vicinaux de Haute-Saône). Eine Fortsetzung der Strecke bis Gray war mit Beschluss vom 11. Juni 1883 vorgesehen, wurde aber nicht umgesetzt.
Die Schließung der Strecke zog sich über 50 Jahre zwischen 1954 und 1994 hin.

## Geschichte
Die Mitte 1879 erteilte Baugenehmigung für die Strecke sollte das Eisenbahnnetz der Region verdichten, insbesondere die Industriestandorte von Monthureux-sur-Saône und Darney bedienen sowie die Grenzregion zu Preussen sichern. Der Bau stand unter dem sogenannten von Charles de Freycinet entwickelten Plan Freycinet, mit dem ein besserer Zugang aller Franzosen zur Eisenbahninfrastruktur hergestellt wurde. Parallel und zeitgleich zu diesem Verkehrsweg wurde der Canal des Vosges gebaut, der für Schiffe der Péniche-Klasse zugelassen war und auf diesem Abschnitt eine etwa gleiche Länge hatte. Die Strecke stand von Anfang an bis zu ihrer Verstaatlichung Ende 1937 im Eigentum der privaten Compagnie des Chemins de fer de l’Est.
Am 21. November 1886 wurde die Strecke in Betrieb genommen. Besondere Bedeutung erhielt sie zu Beginn des Ersten Weltkriegs im Aufmarschgebiet der französischen Truppen vom August bis November 1914 und dann noch einmal im Juni 1940 zu Beginn des Zweiten Weltkriegs. Bis auf einen Personenzug wurde der Verkehr bis Mitte Juni 1941 von der Deutschen Besetzung eingestellt und auf ein Gleis abgebaut. Mit dem Abzug der deutschen Truppen am 5. Mai 1944 verkehrte kein Personenzug mehr auf der Strecke.
Bereits mit dem Winterfahrplan 1954/55 wurde der erste, knapp neun Kilometer lange Abschnitt Passavant–Monthureux-sur-Saône auch für den Güterverkehr eingestellt. Mitte Februar 1964 folgten der Hafenanschluss Passavant-la-Rochère Port am Canal des Vosges sowie die von Jussey kommende Verbindungskurve an der Bahnstrecke Paris–Mulhouse. Im Februar 1978 wurde der längste, gut 38 Kilometer lange Abschnitt Monthureux-sur-Saône–Darnieulles-Uxegney stillgelegt. Der Teilabschnitt Jussey–Passavant war dann der endgültige Schlusspunkt der Deklassierung am 17. Oktober 1994.